# Baréko (village)
Pour les articles homonymes, voir Baréko et Baré.
Baréko ou Baré Village est une localité de la Région du Littoral du Cameroun, située dans la commune de Baré-Bakem. Situé à 16 km de Melong, on y accède par la route qui lie Nkongsamba à Melong.

## Population et développement
En 1967, la population de Baréko était de 535 habitants, essentiellement de Baréko. La population de Baréko était de 1 041 habitants dont 518 hommes et 523 femmes, lors du recensement de 2005.